# Велики букурешки пожар
Велики букурешки пожар (рум. Focul cel mare) је био највећи пожар који се икада десио у Букурешту, Румунија, тада главном граду Влашке. Велики пожар избио је 23. марта 1847. године и уништио 1850 зграда, трећину града, укључујући према речима Георгија Бибеска принца, „најнасељенији и најбогатији део Букурешта”..
Ватра је уништила центар града, где је било доста дрвених двоспратних кућа трговаца и занатлија чије су се радионице налазиле у приземљу, а стамбени објекти на другом спрату..

## Позадина
У то време многе куће у Букурешту биле су изграђене од дрвета, које су заједно са уским улицама биле погодне за пожар. Стална опаснот је изазвала ову забринутост још од Фанариота, када су се организовали часови противпожарне заштите око резиденције „Ага” и резиденције „Шпатар”. За време органске регулације организован је модеран тим ватрогаса, опремљен западноевропским пумпама.

## Пожар
Пожар је букнуо поподне у кући свештеника Зоика Драгенезија, у близи цркве св. Димитрија..
Јак јужни ветар (astru) допринео је да се пожар рашири на Стари замак (рум. Curtea Veche), након чега се проширо на Липскан и цркву св. Ђорђа. Пожар се ширио према периферији града, где се више није могао ширити пошто су дворишта кућа била већа, а ватра се није могла проширити из једне куће у другу, као што је било у центру града..
Остатак града није био захваћен пожаром захваљујући интервенцији ватрогаса, којима су такође помагали војници. Пожар је нанео много штете: изгорела је Махала (крај), црква светог Димитрија, изгорела је Француска улица, Немачка и Шелари, пушкарница на Цветном тргу, Липскан (од Пицола до Маркитана) Ханул Луис-Замфир, црква Беретсиа, ресторан Папазоглоу, нова и стара црква светог Ђорђа, подручје Тиргул-Кукула, Махала-Стела, Удрикани, Лукаку, црква светог Стефан итд.

Ватра је убила 15 људи и спалила 158.730 квадратних метара (око 61.38 хектара), укључујући 1850 зграда, 686 кућа, 1142 продавнице, 10 коноба и 12 цркава. Штета је била процењена на 100 милиона леја..

## Реконструкција

### Фонд за реконструкцију
Након гашења пожара, власти су започеле процес реконструкције. Створен је фонд за обнову града. Принц Георгије Бибеску је први донирао 6000 леја, док је из институција сакупиљено 2.200.000 леја:
- 500 хиљада леја из Румунске православне цркве, четвртина годишњег прихода
- 200 хиљада леја из трезора народне банке и резервних фондова
- 700 хиљада леја из румунских манастира под власништвом Грчке православне цркве
- 300 хиљада леја су службеници, војници своје месечне зараде донирали
- 180 хиљаде леја из градске управе[8]

Помоћ је пристигла из Беча, Истанбула и Санкт Петербурга, као и трговаца из Лајпцига и банкара (породица Ротшилд и Синас), које су донирале 3401 талера (45.584 леја). Молдавци, под вођством Василија Александра, такође су значајно допринели тиме што су донирали 50.715 леја. Било је доста донација из делова Букурешта који нису били захваћени пожаром, као и од Влаха који су живели ван главног града (276.357 леја).

### Комисија за реконструкцију
Да би се помогло људима који су изгубили своје домове и предузећа, у граду је била формирана комисија која је надгледала коришћење фонда за реконструкцију и помогла око наставка трговине. Чланови комисије били су Јон Отеталисану, Михајл Калифаров и Лазар Календорглу.
Комисија је зпаочела попис спаљених зграда, прикупљањем информација о именима власника, власничкој професији, врсти зграде, вредности куће, вредности предмета унутар просторија. 26. јуна 1847. године објављена је листа са детаљима о томе како би се сума од 2.2573.250 леја поделило на 1.559 власника чије су домови и предузећа биле захваћене пожаром.
Највећу суму новца за помоћ добијали су бојари чији су домови били погођени пожаром, па затим важним трговцима, па чак и рођаци чланова комисије су добијали велику суму новца за помоћ (као што је Еленца Калифарова, која је добила 8000 леја), а док су неки примили преко 10.000 леја, док су сиромашни грађани добили само 100-200 леја. Ово је довело до незадовољство међу сиромашнима, а неки сиромашнији мајстори су послали петицији и одбили да прихвате новац.
Страни конзули су такође интервенисали, али само на расподелу новца: руски конзул је расподелио суму од 236.800 леја.
Коначни извештај је објављен у априлу 1848. године, када је у извештају комисије наведено да је 52 људи одбијено да приме новац за помоћ и да је сума од 3.195.759 леја подељено на 2887 особа чији су домови и предузећа били захваћени пожаром. Букурешки митрополит је нешто новца који није био дониран задржао и обновио спаљене цркве: 12.000 леја за цркву светог Ђорђа, 8000 леја за цркву Вергулиу, 10.000 за цркву Луцачи, 6000 леја за цркву св. Стефана, 8000 леја за Цеауш Раду цркву и 6000 леја за Олтени цркву.

На предлог цивилног службеника који је остао у Влашкој из времена руске војне управе, валда је предузела неке мере за систематизацију подручја града које је било уништено током пожара. Због тога је из фонда за реконструкцију повучен износ од 230.552 леја како би се платило власницима земљишта којима је држава експроприсала земљиште.
Градоначелник Рудолф Артур фон Борочин, шеф техничког одељења, одиграо је важну улогу у урбанистичком планирању и предложио ширење улица и промену правила сигурности зграда.